# Carl Braun (Astronom)
Carl Braun SJ, auch Karl Braun, (* 27. April 1831 in Neustadt (Hessen); † 3. Juni 1907 in Sankt Radegund bei Graz) war ein deutscher Jesuit und Astronom.

## Leben
Carl Braun besuchte das Germanicum in Rom und studierte an der  Päpstlichen Universität Gregoriana, wo er unter anderem Vorlesungen zur Astronomie bei Angelo Secchi besuchte. Nach sieben Jahren Studium wurde er zum Doktor der Philosophie und Theologie promoviert. Anschließend wurde er Professor am Seminar in Fulda und trat 1861 in die Gesellschaft Jesu ein, die ihm den Unterricht der Studierenden des Ordens in Physik übertrug. Braun besuchte ein Jahr lang Vorlesungen in Mathematik in Paris und arbeitete ein weiteres Jahr als Repetitor an der Gregoriana, wo sich ein engerer Kontakt zu Angelo Secchi ergab.
1871 zog er sich, vermutlich wegen seiner zunehmenden Schwerhörigkeit, ins Privatleben zurück. 1878 wurde er zum ersten Direktor des neu errichteten Haynald-Observatoriums in Kalocsa in Ungarn ernannt und war die folgenden Jahre mit dem Aufbau der Sternwarte beschäftigt. 1884 suchte er um Enthebung von seinem Amt an und zog sich nach Mariaschein in Böhmen zurück, wo er sich privaten Forschungen widmete. Er starb 1907 in St. Radegund bei Graz, wo er sich in den Sommermonaten regelmäßig zur Erholung aufhielt.

## Leistungen
Als erster Direktor baute Braun das Haynald-Observatorium auf und ließ einen Merz-Refraktor mit 18 cm Öffnung und einer äquatorialen Montierung und ein Hilger-Spektroskop für die Untersuchung der Sonne anschaffen. Mit letzterem beobachtete er Sonnenflecken, Protuberanzen und Sonnenfackeln.
Braun war ein einfallsreicher Erfinder von technischen Geräten, von denen allerdings viele nicht verwirklicht und nicht beachtet wurden. Er entwarf verschiedenste physikalische, mathematische und meteorologische Geräte und sogar ein Sprenggeschoss für die Artillerie sowie eine Mitrailleuse.
Er konstruierte ein Nephoskop, ein Instrument zur Messung der Richtung und der scheinbaren Geschwindigkeit der Wolkenbewegungen und damit des Windes in höheren Regionen.
1867 entwickelte er das unpersönliche Mikrometer für Meridianbeobachtungen von Rektaszensionen, das 1889 von Johann Adolf Repsold in einfacherer Form neu konstruiert wurde.
1873 erfand er einen Apparat zur Fotografie der ganzen Sonnenscheibe in monochromatischem Licht, wie er später von George Ellery Hale und Henri-Alexandre Deslandres nach dem gleichen Prinzip entwickelt wurde.
Braun bestimmte die Gravitationskonstante mit einer im Vakuum befindlichen Drehwaage mit einer für die damalige Zeit großen Genauigkeit. Das Ergebnis seiner zehnjährigen Arbeit wurde 1897 veröffentlicht.
Der Jesuit beschäftigte sich auch mit kosmologischen Fragen und deren Bezug zum christlichen Glauben.

## Veröffentlichungen (Auswahl)

### Bücher
- Das Passagen-Mikrometer: Apparat zur genaueren Bestimmung der Zeit von Sterndurchgängen, der Rectascensionen der Gestirne und der geographischen Länge. Das Nephoscop: Instrument zur Bestimmung der Richtung und der Geschwindigkeit des Windes in höheren Regionen nebst einem Anhang über einige militärische Erfindungen. Otto Wigand, Leipzig 1865.
- Berichte von dem erzbischöflich-Haynald'schen Observatorium zu Kalocsa in Ungarn über die daselbst in den ersten fünf Jahren ausgeführten Arbeiten. Aschendorff, Münster i. W. 1886.
- Ueber Kosmogonie vom Standpunkt christlicher Wissenschaft: nebst einer Theorie der Sonne und einigen darauf bezüglichen philosophischen Betrachtungen. Aschendorff, Münster i. W. 1905.

### In Zeitschriften
- Ueber directe Photographirung der Sonnen-Protuberanzen. In: Astronomische Nachrichten, 80 (1872), S. 33–42 (Digitalisat)
- Ueber eine Anwendung von Libellen zur Bestimmung der Theilungsfehler eines Kreises. In: Astronomische Nachrichten, 102 (1882), S. 375–376 (Digitalisat)
- Beobachtung der Sonnenfinsterniss 1882 Mai 16 auf der Erzbischöfl. Haynald'schen Sternwarte zu Kalocsa. In: Astronomische Nachrichten, 102 (1882), S. 377–378 (Digitalisat)
- Ueber kosmischen Staub und die Mond-Acceleration. In: Astronomische Nachrichten, 108 (1884), S. 259–262 (Digitalisat)
- Beobachtungen des Cometen 1884 I (Pons 1812). In: Astronomische Nachrichten, 109 (1884), S. 61–64 (Digitalisat)
- Ueber Photographische Aufnahmen der Sonnenprotuberanzen. In: Astronomische Nachrichten, 126 (1891), S. 227–228 (Digitalisat)
- Die Gravitations-Constante, die Masse und mittlere Dichte der Erde. Nach einer neuen experimentellen Bestimmung. In: Denkschriften der kaiserlichen Akademie der Wissenschaften, Mathematisch-naturwissenschaftliche Classe, Band 64 (1897), S. 187–258 (zobodat.at [PDF])